# أزهر العبيدي
أزهر العبيدي (1946م) هو كاتب ومؤرخ موصلي.

## ترجمته
هو أزهر سعد الله خليل حياوي العبيدي، أنهى دراسته الأولية في الموصل عام 1962 التحق بالكلية العسكرية عام 1964، عين في صنف المدفعية عام 1967. دخل كلية الأركان وتخرج فيها عام 1978. اشترك بدورة الدفاع الوطني في جامعة البكر للدراسات العسكرية العليا وحصل على دبلوم عال عام 1989 شغل عدة مناصب في الجيش آخرها قائد فرقة المشاة. واحيل على التقاعد عام 1991.عضو في اتحاد الأدباء والكتاب. وعضو في جمعية المؤرخين، وعضو في جمعية النسابين.

## مؤلفاته
- الموصل أيام زمان (1989م)
- امارة العبيد الحميرية (1993م)
- العبيد في الموصل (1993م)
- أسماء والقاب موصلية (1999م)
- جادة باب لكش (1999م)
- محلة باب الجديد (2001م)
- الحكايات الشعبية الموصلية(2011م)[1]

وله مؤلفات مخطوطة منها: مذكرات قائد فرقة عراقي (3 أجزاء) العسكرية الحقيقية، الحرب العراقية الإيرانية، حرب الخليج الثانية.